# 374
374 foi um ano comum do século IV que teve início e terminou a uma quarta-feira, segundo o Calendário Juliano. A sua letra dominical foi E.
| Ano completo                        |
| ----------------------------------- |
| Ano comum com início à quarta-feira |

## Eventos
- Um Edito Imperial proíbe aos mercadores que efetuem pagamentos em ouro a germanos fora dos limites do Império Romano.